# Giorgione
Giorgio Barbarella, o Giorgio da Castelfranco, noto ai suoi contemporanei come Zorzo o Zorzi da Castelfranco e poi passato alla storia come Giorgione (Castelfranco Veneto, 1478 circa – Venezia, 17 settembre 1510), è stato un pittore italiano, cittadino della Repubblica di Venezia, importante esponente della scuola veneta.

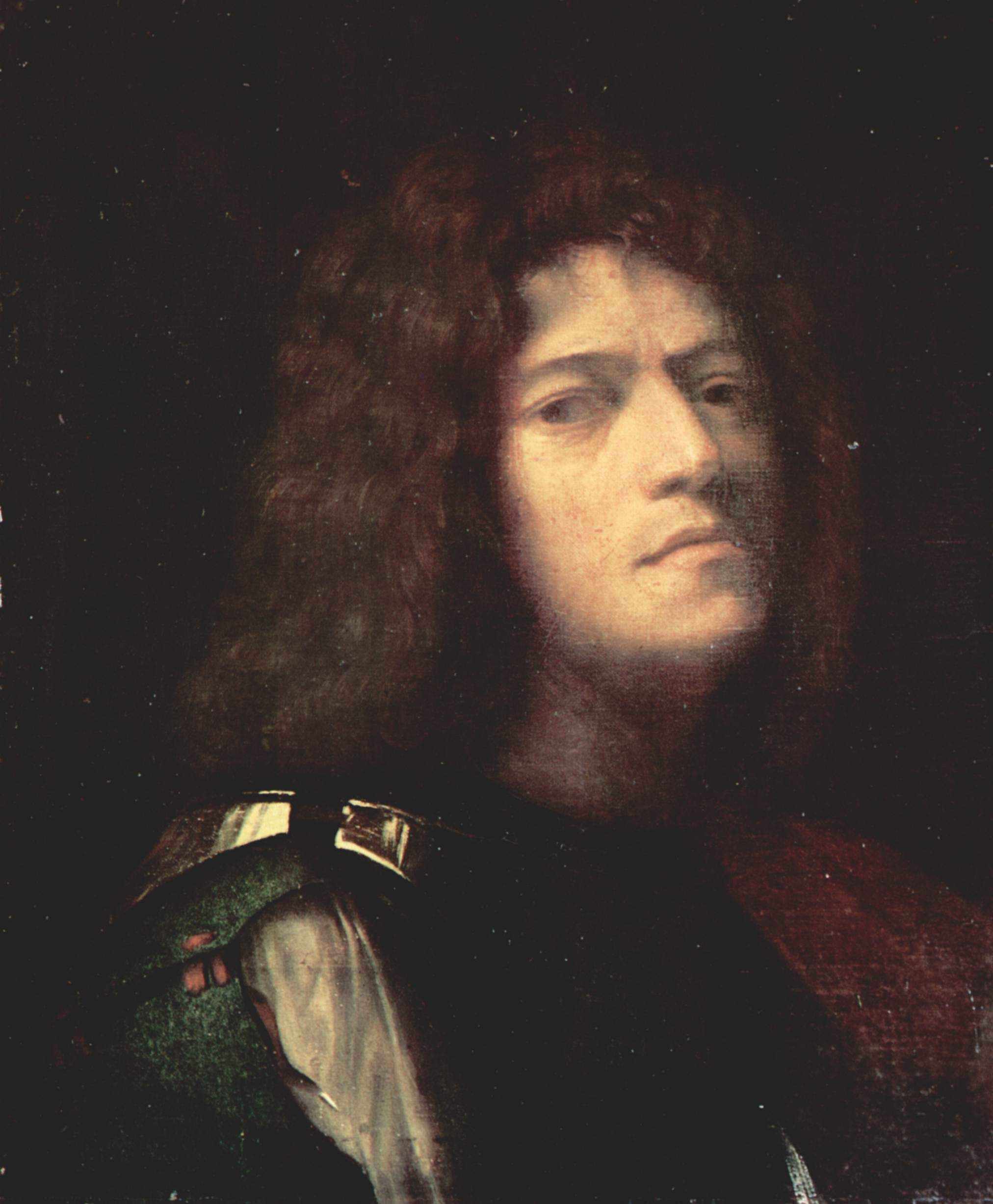
Autoritratto come David (1509 circa), Braunschweig, Herzog Anton Ulrich Museum.

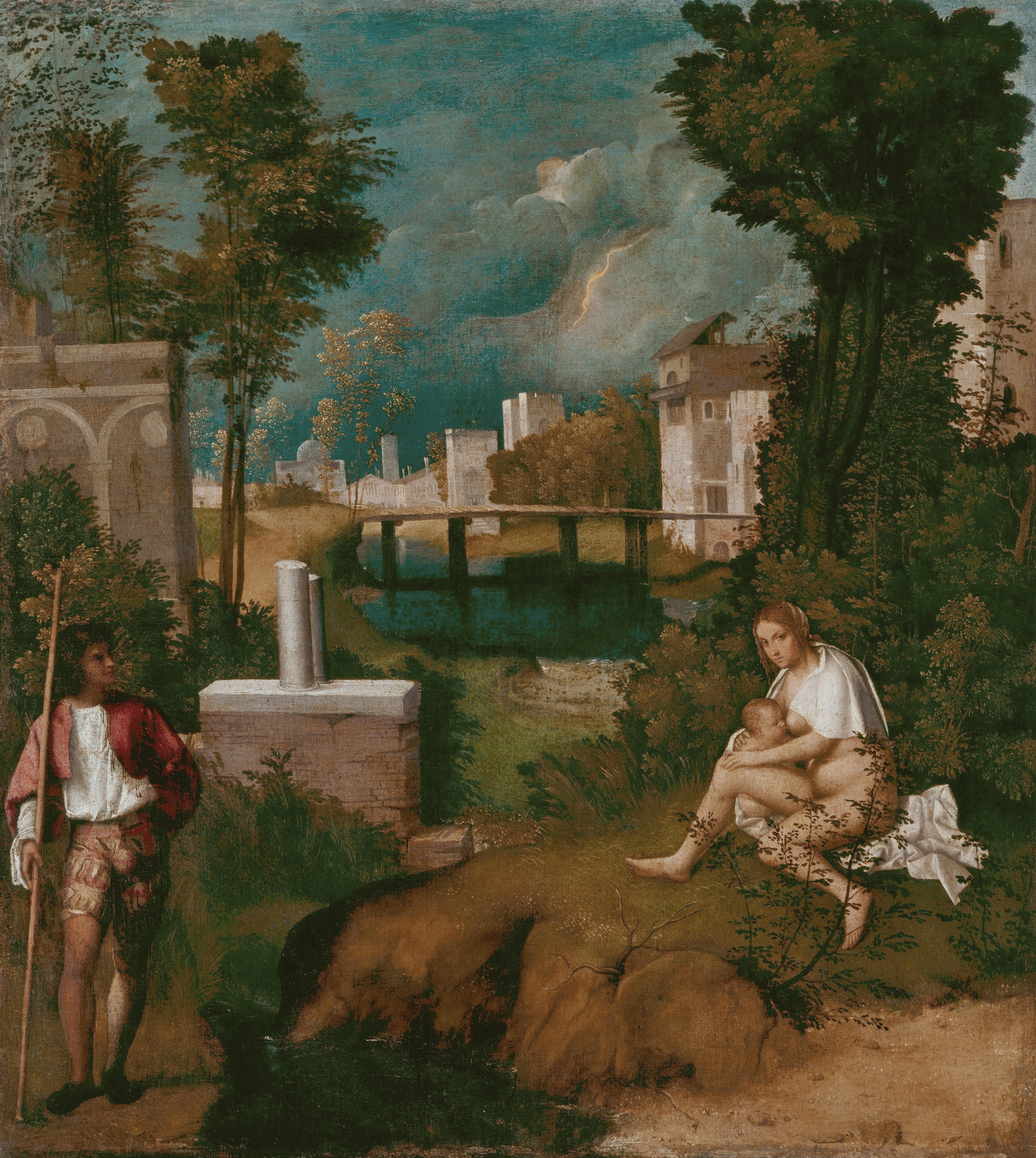
La Tempesta, 1502-1503 circa, olio su tela, Venezia, Gallerie dell'Accademia.

Nonostante la grande popolarità dell'artista in vita, la sua è una delle figure più enigmatiche della storia della pittura. Non ha firmato alcuna opera e la ricostruzione del suo catalogo, nonché la determinazione dei significati iconografici di molte sue opere, è oggetto di numerosi dibattiti e controversie tra gli studiosi. Fu attivo sulla scena pittorica veneziana per poco più di dieci anni, segnandola con un'apparizione repentina ma sfolgorante, che nella storiografia artistica ha poi assunto proporzioni leggendarie. Anche restringendo al massimo il suo catalogo e volendo ridimensionare i commenti iperbolici che seguirono la sua morte, la sua attività segnò sicuramente una svolta epocale nella pittura veneta, imprimendo una decisiva svolta verso la "Maniera Moderna".
Il soprannome "Giorgione" era legato probabilmente alla sua altezza e alla sua stazza, che si dice fosse paragonabile a quella di un orso, figura che, a volte, si ritrova persino nelle sue opere. Rimase sempre un artista sfuggente, inafferrabile e misterioso, tanto che a Gabriele D'Annunzio appariva «piuttosto come un mito che come un uomo».

## Biografia

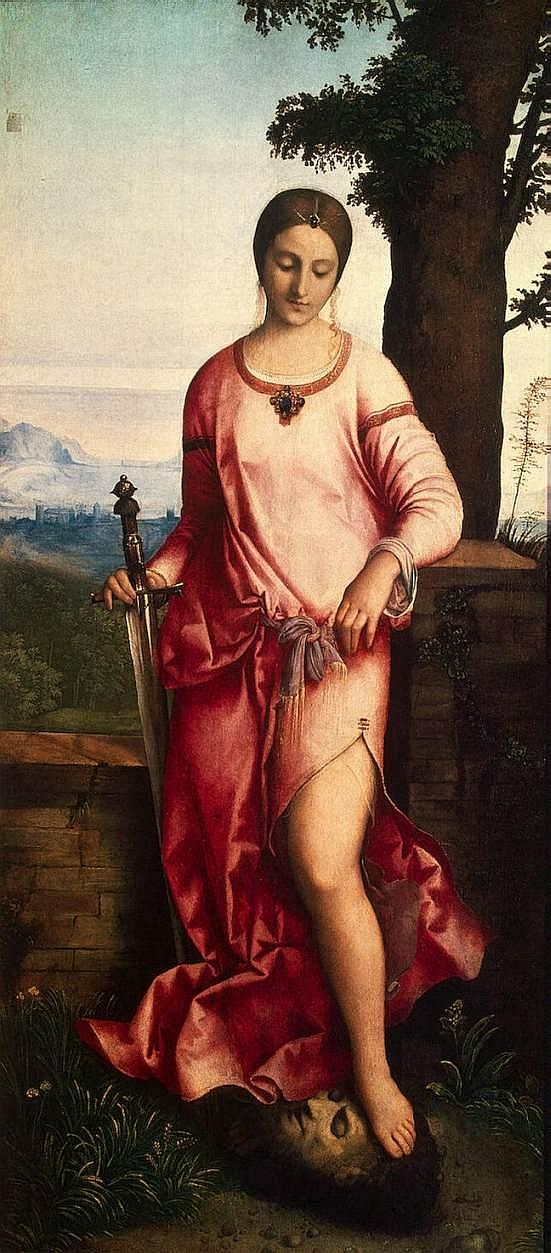
Giuditta con la testa di Oloferne, 1504 circa

### Origini
Della sua vita si conosce pochissimo e i fatti certi sono noti grazie a iscrizioni sui dipinti o a pochi documenti contemporanei. Tra questi ultimi Enrico Maria dal Pozzolo segnala che in alcune carte dell'archivio storico del Comune di Castelfranco Veneto si fa cenno ad un tale Zorzi (Giorgio), nato nel 1477 o 1478, il quale nel 1500 fa domanda al Comune per essere esentato dal pagamento delle tasse in quanto non più residente nel paese. Questo Zorzi, figlio del notaio Giovanni Barbarella e di Altadona, figlia del notaio coneglianese Francesco da Campolongo, è stato identificato con Giorgione.
In realtà la notizia della famiglia di appartenenza era già stata scoperta nel 1909. Ma il fatto che i documenti riferissero che nel 1489 la Altadona, ormai vedova, avesse venduto alcuni terreni per far liberare il figlio Zorzi, incarcerato a Venezia era stato considerato sconveniente per il celebre cittadino e non se ne ere più tenuto conto. Ma ancor prima, nel 1648, Boschini citava l'epigrafe nel duomo cittadino, ora perduta, in cui i fratelli Matteo ed Ercole Barbarella rendevano omaggio al comune antenato «Giorgionis summi pictoris».
Comunque le prime poche notizie sulle origini del pittore risalgono alle fonti cinquecentesche, che lo ricordano concordemente come originario di Castelfranco Veneto, dove nacque nel 1477-1478. 
I documenti tuttavia smentiscono Vasari che lo indicava di umili origini, smentiscono anche un ben più tardo scrittore ottocentesco che voleva indicare la madre come una povera contadinella.  
Giorgio da Castelfranco, spesso indicato con la pronuncia veneta del nome  "Zorzo" o "Zorzi", venne citato come Giorgione già pochi anni dopo la morte. 

### Apprendistato e debutto
Nessun documento permette di risalire alla prima giovinezza di Giorgione, né si sa quando esattamente abbia lasciato Castelfranco, tantomeno a che punto fosse la sua educazione. In ogni caso è noto che giunse a Venezia giovanissimo, allogandosi nella bottega di Giovanni Bellini, da cui riprese il gusto per il colore e l'attenzione per i paesaggi. Narra Carlo Ridolfi che, al termine dell'apprendistato, tornò nel suo paese natale, dove si impratichì nella tecnica dell'affresco presso alcuni artisti locali e che sfruttò questa competenza in laguna, dedicandosi alla decorazione di facciate e di interni di palazzi, a cominciare dalla sua stessa residenza in Campo San Silvestro. A conferma di quanto scriveva Ridolfi nel 1648, gli storici del Cinquecento e del Seicento elencavano un cospicuo numero di affreschi eseguiti da lui, che tuttavia oggi sono andati tutti perduti ad eccezione della Nuda, messa in salvo nel 1938 dalla facciata del Fondaco dei Tedeschi, ma ormai quasi completamente deteriorata.
Tra la fine del XV e l'inizio del XVI secolo entrò in scena a Venezia, tra i numerosi "foresti" che trovavano facilmente impiego in città, anche in campo pittorico. Le sue prime prove, come le tavolette degli Uffizi o la Madonna col Bambino in un paesaggio dell'Ermitage, registrano un buon grado di assimilazione di proposte diverse, quali le opere di Perugino, autore di un perduto telero per la Sala del Maggior Consiglio nel 1494, Leonardo da Vinci, Lorenzo Costa, gli artisti lombardi e i pittori e incisori nordici. Lo testimonia bene una delle opere sicuramente attribuibili alla sua mano e datata solitamente a questo periodo: Giuditta con la testa di Oloferne, oggi all'Ermitage.

### Opere sacre

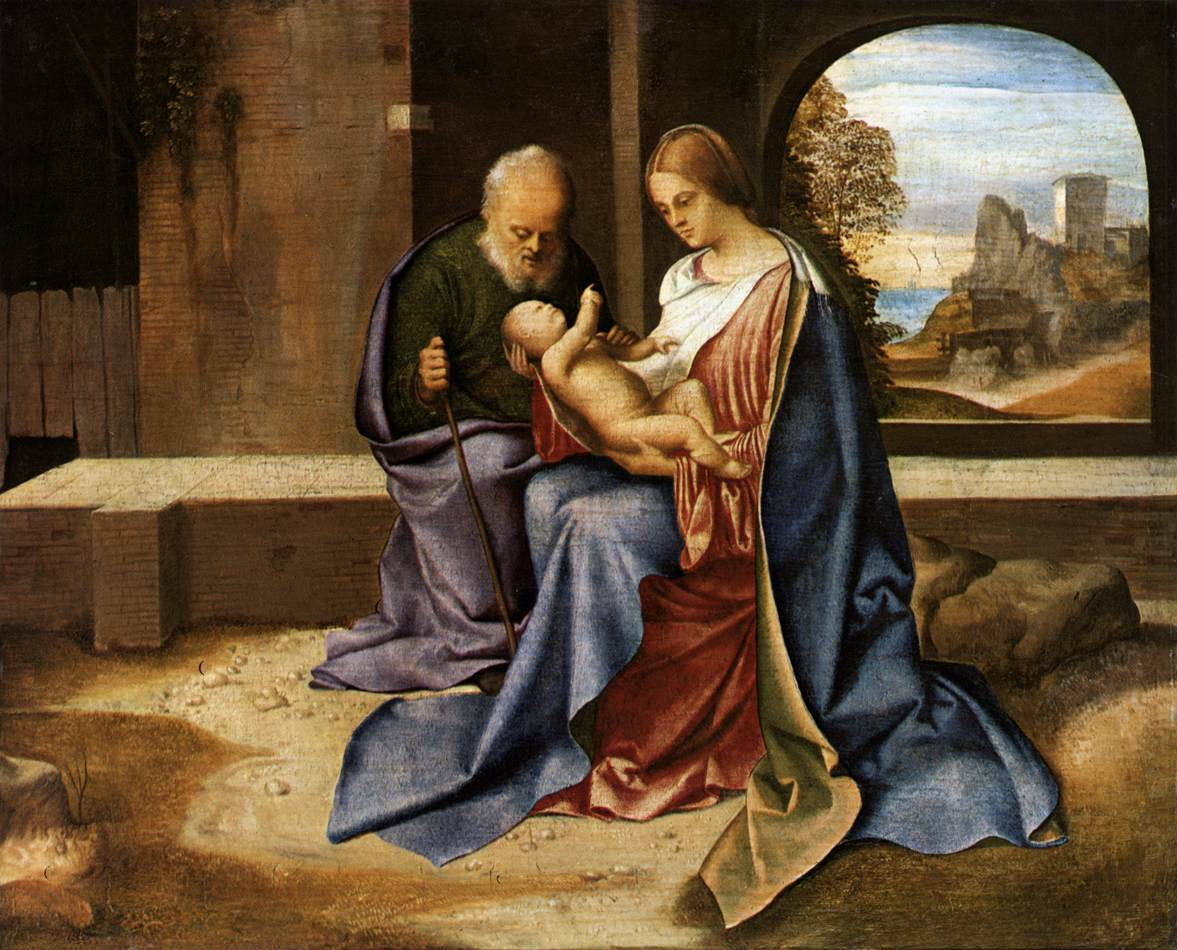
Sacra Famiglia Benson, 1500 circa

Nel contesto della produzione di Giorgione, le opere a soggetto sacro sono prevalentemente collocate nei primi anni di attività. A questo periodo sono di solito riferite la Sacra Famiglia Benson, l'Adorazione dei pastori Allendale, l'Adorazione dei Magi e la Madonna leggente, mentre di attribuzione prevalentemente scartata è un frammento con la Maddalena, a Todi. In queste opere si notano differenze fondamentali con il principale pittore allora attivo a Venezia, Giovanni Bellini: se per Bellini tutto è pervaso di sacralità e il creato appare come manifestazione divina, per Giorgione tutto ha un aspetto laico, con la natura che sembra dotata di una propria, innata norma interna, nella quale i personaggi sono immersi con sentimenti reali e "terrestri".

### Maturazione
Le committenze dei dipinti da cavalletto di Giorgione non erano né enti religiosi né la Serenissima, ma appartenevano piuttosto a una ristretta cerchia di intellettuali legati a famiglie patrizie che prediligevano, piuttosto che i consueti soggetti religiosi, ritratti e opere di piccolo formato aventi come soggetto immagini mitologiche o allegoriche.
Le eccezioni "pubbliche" furono solamente due: un telero per la Sala delle udienze in Palazzo Ducale, perduto, e la decorazione a fresco della facciata del nuovo Fondaco dei Tedeschi, che gli fu affidata dalla Signoria e condotta a termine nel dicembre 1508. Il suo lavoro riempiva tutti gli spazi compresi fra le finestre della facciata che dà sul Canal Grande, dove Giorgione aveva dipinto una serie di nudi che i contemporanei ricordano come grandiosi e resi vivi dall'utilizzo di un rosso fiammeggiante. Di essi oggi rimane solo la cosiddetta Nuda, ora alle Gallerie dell'Accademia di Venezia.
È verosimile che questa importante commissione sia stata affidata al Giorgione proprio grazie alla sua esperienza nel campo dell'affresco e che costituisse anche un segnale della possibilità di succedere al Bellini nel ruolo di pittore ufficiale della Serenissima, cosa che comunque non poté verificarsi a causa della morte prematura dell'artista durante la terribile pestilenza che dilagò a Venezia nel 1510.

### La Pala di Castelfranco

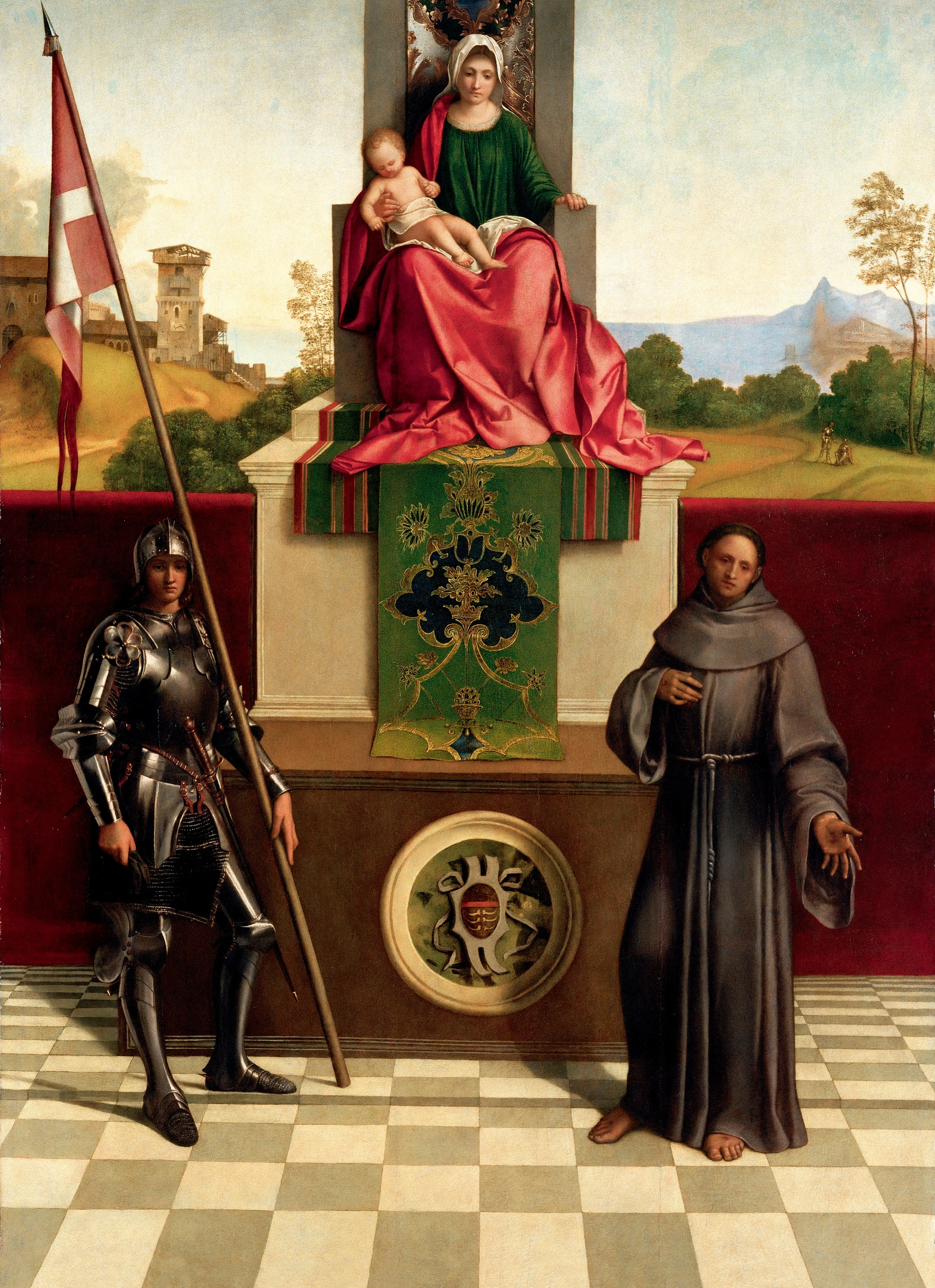
La Pala di Castelfranco, 1503 circa, olio su tavola,. Castelfranco Veneto, Duomo.

Al 1503 circa risale una delle poche opere certe di Giorgione, la Pala di Castelfranco, commissionata dal cavaliere Tuzio Costanzo per la cappella di famiglia nel Duomo dei Santa Maria Assunta e Liberale a Castelfranco Veneto.
Tuzio Costanzo, condottiero di origini messinesi ("prima lancia d'Italia" per il re di Francia Luigi XII), si era trasferito a Castelfranco nel 1475, dopo aver servito a Cipro la regina Caterina Cornaro, guadagnandosi il titolo di viceré. La pala di Castelfranco è un'opera di devozione privata che Tuzio volle inizialmente per celebrare la sua famiglia, e successivamente al 1500 per ricordare il figlio Matteo, anch'egli condottiero, morto tragicamente a Ravenna durante la guerra per il controllo del Casentino, come ricorda la lastra tombale che si trova oggi ai piedi della pala (in origine sorgeva sulla parete destra della cappella), probabilmente opera di Giovan Giorgio Lascaris, detto il Pirgotele, raffinato e misterioso scultore attivo a Venezia a cavallo tra XV e XVI secolo. La scomparsa del figlio, come sembrano confermare le indagini radiografiche condotte sulla pala stessa, portò probabilmente Tuzio a richiedere a Giorgione una modifica dell'originario impianto della pala, con la trasformazione della base del trono in un sarcofago di porfido (sepoltura reale per antonomasia), recante l'effigie della famiglia Costanzo, e con l'accentuazione della mestizia della Vergine.
La sacra conversazione si caratterizza per il gruppo della Madonna con Gesù Bambino isolati nel cielo, a sottolinearne la dimensione divina. Sullo sfondo vi è un paesaggio all'apparenza dolce, e tuttavia segnato dalle inquietanti tracce della guerra (sulla destra vi sono due minuscole figure armate, mentre a sinistra un villaggio turrito in rovina): lo sfondo si riferisce, quindi, ad un preciso momento storico, ovvero i tormentati decenni a cavallo tra Quattro e Cinquecento.
Alla base, due santi introducono alla scena: uno di essi è chiaramente identificabile in san Francesco, colto nel gesto con cui abitualmente accompagna i committenti (che però qui sono assenti). Più complessa risulta l'identificazione dell'altro santo: è chiara l'iconografia che rimanda a santi guerrieri, come san Giorgio (eponimo del pittore nonché santo cui è intitolata la cappella), san Liberale (titolare del duomo e patrono della Diocesi di Treviso), san Nicasio (martire dell'ordine dei cavalieri Gerosolimitani, al quale apparteneva anche il committente Tuzio Costanzo), o infine san Floriano (venerato tra Austria e alto Veneto). Entrambi i personaggi rivolgono il loro sguardo all'ipotetico osservatore, facendo da tramite tra il mondo reale e quello divino.
La pala, di derivazione belliniana, costituisce l'esordio indipendente di Giorgione al momento del suo ritorno nel paese natale dopo gli anni trascorsi a Venezia presso la bottega del Bellini. È impostato come un'altissima piramide, con al vertice la testa della Vergine in trono e alla base i due santi che si trovano in basso davanti ad un parapetto; il san Francesco è ripreso dalla pala di San Giobbe di Giovanni Bellini.
L'artista abbandonò, rispetto ai modelli lagunari, il tradizionale sfondo architettonico, impostando un'originale partizione: una metà terrena inferiore, con il pavimento a scacchi in prospettiva e un parapetto liscio di colore rosso come fondale, e una metà celeste superiore, con un paesaggio ampio e profondo, formato da campagne e colline. La continuità è però garantita dall'uso perfetto della luce atmosferica, che unifica i vari piani e le figure, pur nelle differenze dei vari materiali: dalla lucidità dell'armatura del santo guerriero, alla morbidezza dei panni della Vergine. Lo stile della pala è caratterizzato da un evidente tonalismo, dato dalla progressiva sovrapposizione di velature a strati colorati, che rendono il chiaroscuro morbido e avvolgente.
La Madonna, inoltre, veste i tre colori simbolici delle virtù teologali: il bianco per la fede, il rosso per la carità ed il verde per la speranza.

### Giorgione e Leonardo

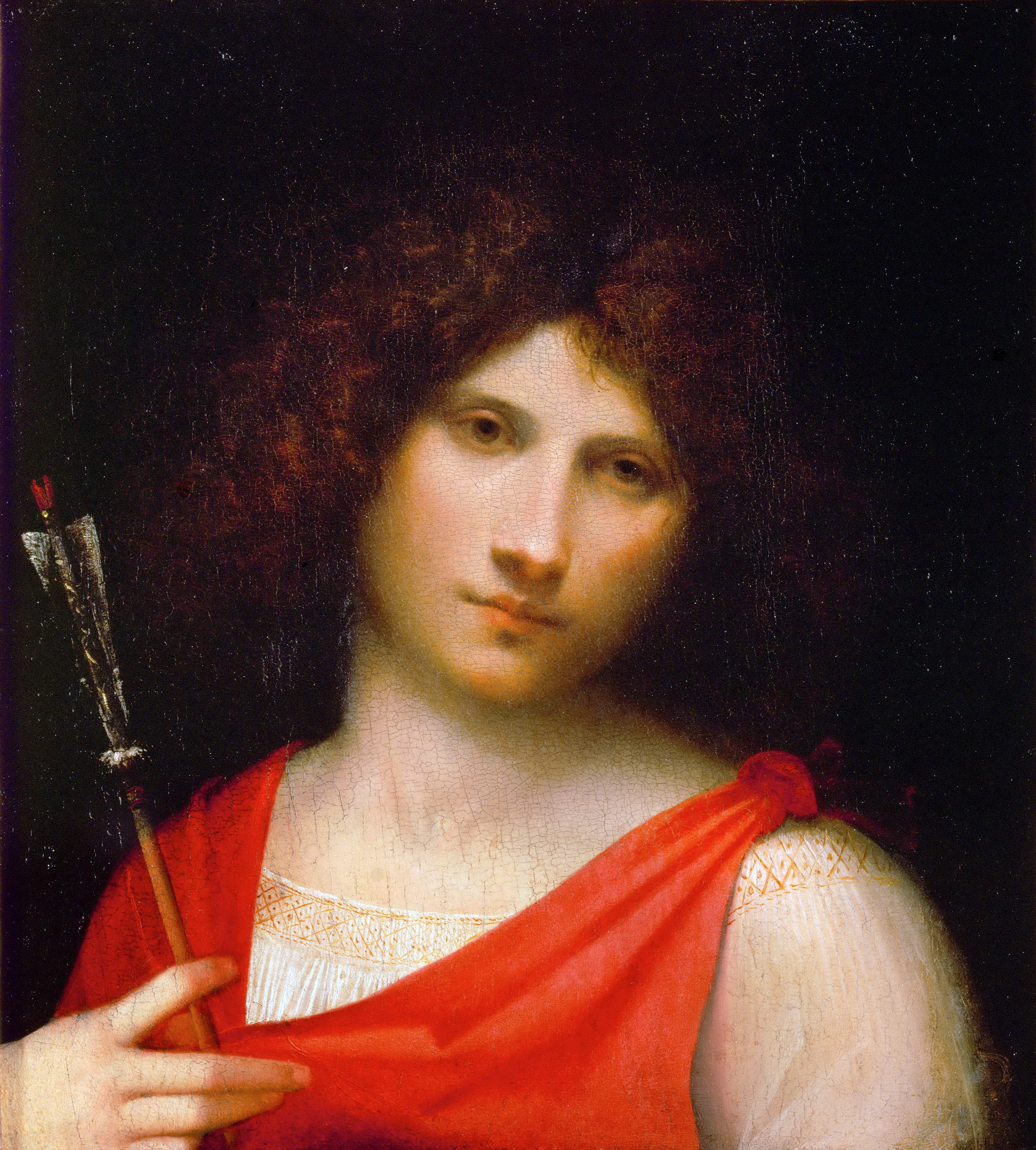
Ragazzo con la freccia

Fu Vasari il primo a sottolineare il rapporto tra lo stile di Leonardo da Vinci e la "maniera" di Giorgione. L'attenzione di Giorgione per i paesaggi sarebbe stata influenzata, sempre secondo Vasari, dalle opere di Leonardo di passaggio in laguna:
(Giorgio Vasari, Vite, 1568.)
Il pittore toscano, fugacemente a Venezia nel marzo del 1500, era conosciuto soprattutto attraverso il lavoro in laguna dei Leonardeschi, quali Andrea Solario, Giovanni Agostino da Lodi e Francesco Napoletano.
In opere come il Ragazzo con la freccia, le Tre età dell'uomo o il Ritratto di giovane di Budapest si notano un approfondimento psicologico e una maggiore sensibilità verso gli effetti luminosi derivati da Leonardo.

### La Maniera Moderna
Non è improbabile che Giorgione all'inizio del Cinquecento frequentasse la corte asolana di Caterina Corner, regina detronizzata di Cipro, che aveva radunato attorno a sé un esclusivo circolo di intellettuali. Alle vicende di corte appaiono legate opere quali il Doppio ritratto, che alcuni hanno legato alle discussioni sull'amore degli Asolani di Pietro Bembo, e il Ritratto di guerriero con scudiero degli Uffizi, opere che tuttavia sono state a più riprese espunte o riassegnate al catalogo giorgionesco.
Dalla nota lettera dell'agente di Isabella d'Este del 1510, si apprende che possedevano opere del pittore il nobiluomo Taddeo Contarini e il cittadino Vittorio Bechario e che per niente al mondo se ne sarebbero separati, poiché commissionate personalmente secondo il proprio gusto personale. Da tale vicenda si desume come le opere di Giorgione fossero rare e ambite e come i committenti prendessero parte alla scelta dei soggetti. Un elenco di opere di Giorgione, coi rispettivi proprietari padovani e veneziani, si trova anche nella redazione di Marcantonio Michiel, pubblicata tra il 1525 e il 1543.

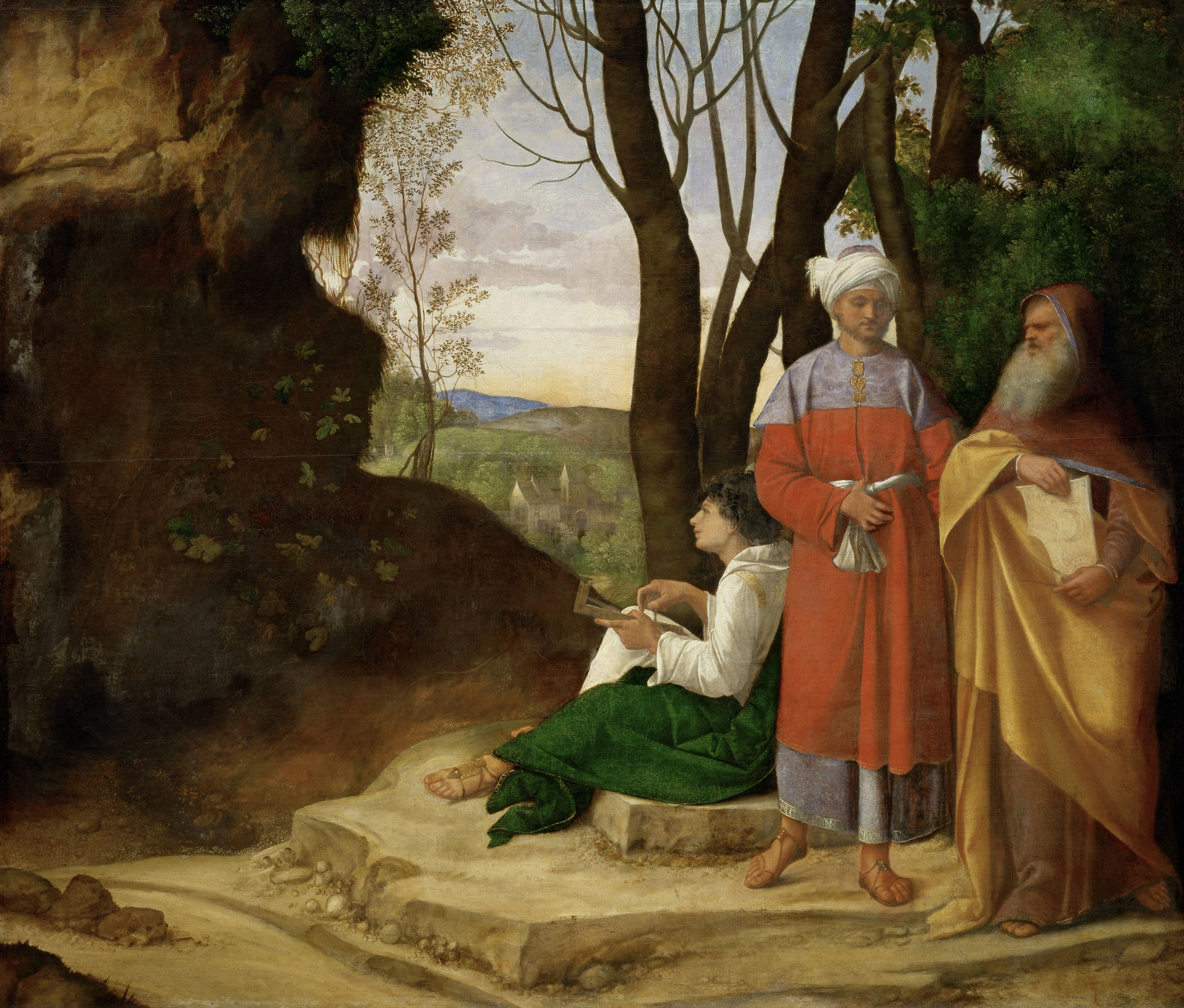
Tre filosofi, 1508-1509, olio su tela,. Vienna, Kunsthistorisches Museum.

In quegli anni Giorgione si dedicò a temi come il paragone delle arti, a proposito del quale restano opere di suoi allievi ispirati a suoi originali perduti, e il paesaggio. Su quest'ultimo tema sono riferite alcune opere di dubbia attribuzione, probabilmente relative ad artisti del suo ambito, quali i "Paesetti" (Musei Civici di Padova, e National Gallery of Art e Phillips Collection di Washington), ma soprattutto alcuni capolavori indiscussi come il Tramonto e la celeberrima Tempesta. Si tratta di opere dal significato sfuggente, in cui i personaggi sono ridotti a figurette in un paesaggio arcadico, denso di valori atmosferici e luminosi legati all'ora del giorno e alle condizioni meteorologiche. Queste opere mostrano influssi della nuova sensibilità della scuola danubiana, ma se ne discostano anche, dando un'interpretazione meno inquieta, più equilibratamente italiana. Al 1505 circa risale anche la tela dei cosiddetti Tre filosofi, dai complessi significati allegorici non ancora pienamente spiegati. La difficoltà interpretativa è legata alle complesse richieste dei committenti, ricchi e raffinati, che volevano opere misteriose, piene di simbologie. Le figure sono costruite per colori e masse, non linee; i colori contrastanti separano le figure dallo sfondo, creando un senso di scansione spaziale.
Bisogna aspettare il 1506 per trovare il primo e unico autografo, datato, di Giorgione: il ritratto di giovane donna detta Laura, conservato al Kunsthistorisches Museum di Vienna. Vicino stilisticamente è il ritratto di Vecchia.
Giorgione medita lungamente i temi dei suoi quadri e li riempie di significati biblici, storici, letterari. Giulio Carlo Argan sottolinea l'atteggiamento platonizzante del pittore, innestato sulla cultura aristotelica dello Studio padovano. Le correnti platonizzanti si rafforzano in Giorgione anche per influssi esterni, come il probabile incontro ad Asolo con Pietro Bembo che in quegli anni pubblica a Venezia il trattato platonizzante Gli Asolani.

### Il Fondaco dei Tedeschi

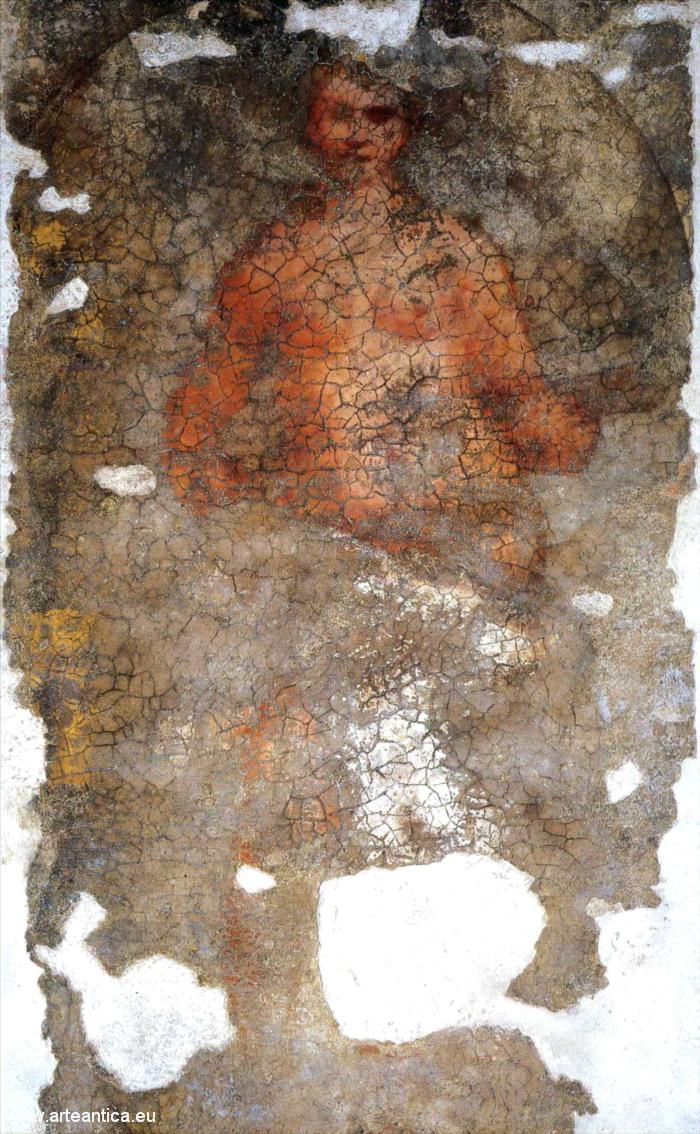
La Nuda

Nella notte tra il 27 e il 28 gennaio 1505 andò a fuoco il duecentesco edificio del Fondaco dei Tedeschi a Venezia, la sede commerciale della nazione tedesca a Venezia. Il Senato veneziano approvò in meno di cinque mesi un nuovo progetto per un edificio più grande e monumentale, che venne edificato entro il 1508. In quell'anno una contesa su un pagamento dimostra che a quell'epoca dovevano essere conclusi gli affreschi sulle pareti esterne, affidati a Giorgione ed al suo giovane allievo Tiziano i quali, a detta di Vasari, si avvalsero anche dell'aiuto di Morto da Feltre che, però, si limitò genericamente ad eseguire "gli ornamenti di quella opera". Ci si può chiedere come dell'équipe facesse parte un pittore ancora poco conosciuto a Venezia e appena arrivato da Firenze (poi amico e sodale di Giorgione) . Se pensiamo che secondo Vasari Morto era colui che era in grado di rifare lo stile compendiario delle grottesche, possiamo darci una risposta coerente. Per grottesca infatti lo storico dell'arte aretino intendeva sia le arzigogolate decorazioni, sia le scenette con paesaggi idilliaci e figure della pittura romana antica che era, in definitiva, fatta di colori accostati e che potremmo avvicinare allo stile del futuro impressionismo ottocentesco. Morto si era dedicato a tale studio inizialmente nella Domus Aurea a Roma e poi a Tivoli e a Napoli ed era diventato famoso per questo suo talento. Solo infatti sottoterra (nelle "grotte") i colori e le forme degli affreschi romani erano sopravvissuti al passare del tempo e delle intemperie. Lì andavano cercati (vedi "Vita del Morto da Feltre e Andrea di Cosimo feltrini nelle Vite di Giorgio Vasari). Possiamo suggerire che la pittura veneziana è erede legittima di quella romana antica. Lo stile nuovo si diffuse a Venezia anche perché faceva rinascere finalmente la pittura antica, scultura e architettura classica infatti che usavano materiali ben più resistenti della pittura, erano già "rinate". Perfino Durer ebbe a lamentarsi di non essere abbastanza apprezzato dai Veneziani per non dipingere secondo la nuova moda. Giorgione ebbe il privilegio di osservare Morto da vicino, pennellata dopo pennellata, sui ponteggi del Fondaco e ne capì la portata innovativa senza dover andare personalmente a Roma. E se lo tenne vicino (vedi "storia di Feltre" di Antonio Cambruzzi e Antonio Vecellio edito da P. Castaldi Feltre. Trascrizione del manoscritto di Antonio Cambruzzi, biblioteca del Seminario. Feltre).
Questa del 1508 è la seconda e ultima data verificabile nel catalogo giorgionesco.
Una apposita commissione, formata da Carpaccio, Lazzaro Bastiani e Vittore di Matteo decide di pagare Giorgione 130 ducati e non 150 come pattuito.
Vasari vide gli affreschi nel loro splendore e, pur senza riuscire a decifrarne il significato, li lodò molto per le proporzioni e il colorito "vivacissimo", che li facevano sembrare "tratte al segno delle cose vive, e non a imitazione nessuna della maniera". Danneggiati dagli agenti atmosferici, dal clima umido e dal salmastro della laguna, nel XIX secolo gli affreschi vennero infine staccati e musealizzati, tra la Ca' d'Oro e la Galleria dell'Accademia. In quest'ultimo museo si trova la Nuda di Giorgione, dove nonostante il pessimo stato conservativo, si può ancora apprezzare nella figura lo studio sulla proporzione ideale, un tema allora molto in voga, ispirato alla statuaria classica e trattato in pittura in quegli stessi anni anche da Dürer. Inoltre è ancora percepibile la vivacità cromatica, che dava alla figura quel tepore delle carni come se fossero vive.
A quel periodo sono attribuite alcuna delle migliori prove come colorista, quali il Ritratto d'uomo Terris.

### La Venere dormiente

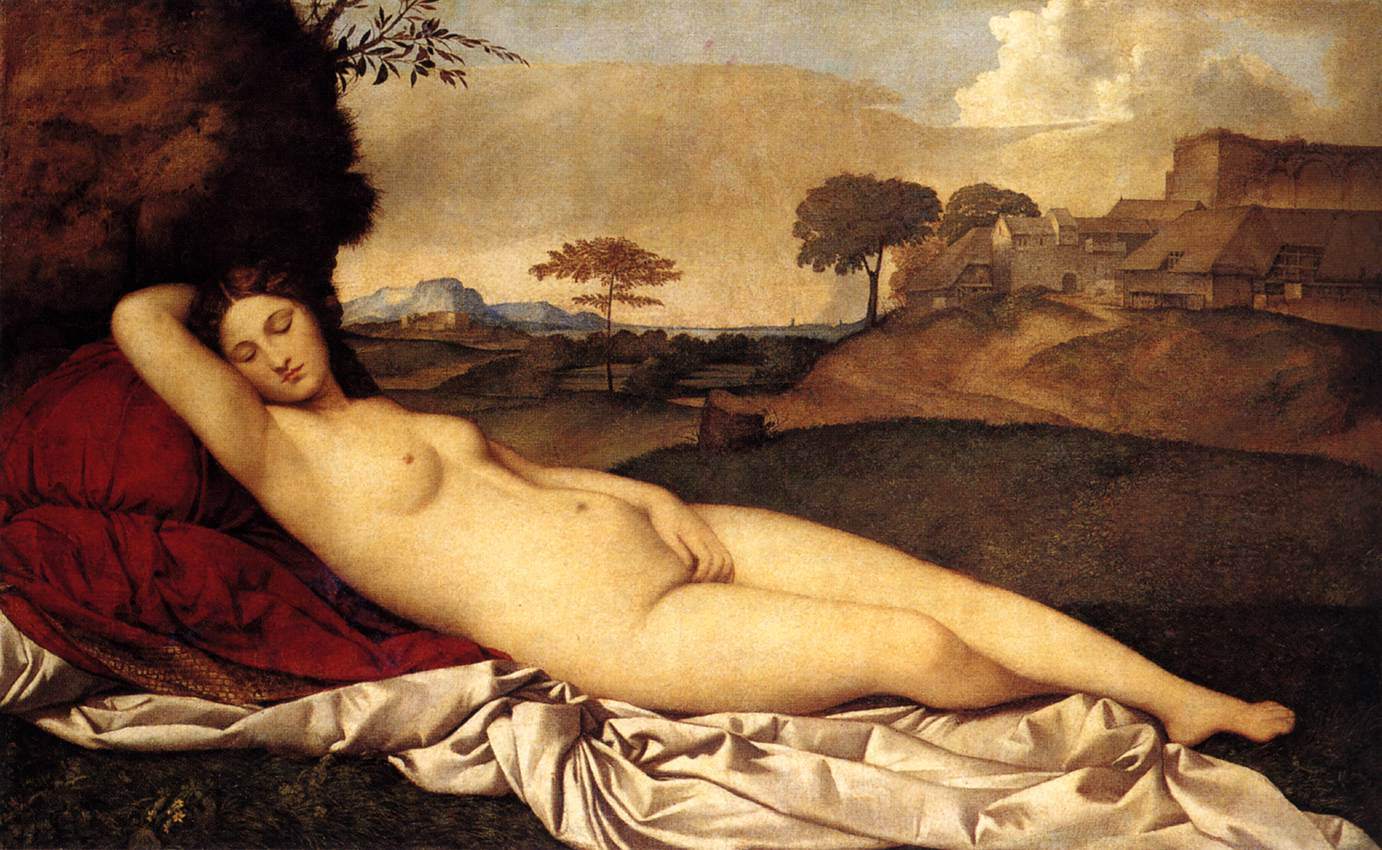
Giorgione e Tiziano,Venere dormiente, 1508 circa, olio su tela,. Dresda, Gemäldegalerie.

Nel 1508 circa realizzò la Venere dormiente per Girolamo Marcello, un olio su tela dove la dea è colta mentre dorme rilassata su un prato, inconsapevole della sua bellezza. È probabile che sul dipinto vi sia stato un intervento di Tiziano che, ancora giovane, avrebbe realizzato il paesaggio sullo sfondo e un cupido tra le gambe della Venere.
Durante un restauro del 1800 il cupido fu cancellato, viste le sue pessime condizioni ed ora è visibile solo tramite radiografia. Secondo una sua testimonianza, Marcantonio Michiel, nel 1522 in casa di Girolamo Marcello ebbe modo di vedere una Venere nuda con un puttino che "fo de mano di Zorzo de Castelfranco, ma lo paese et Cupidine forono finiti da Titano".
Attualmente l'opera si trova a Dresda presso la Gemäldegalerie, lo stesso tema (la rappresentazione di Venere) sarà ripreso più volte da Tiziano ed è soprattutto nella posa della Venere di Urbino, datata 1538, che si nota una forte analogia con quella giorgionesca.

### Ultima fase
L'ultima fase della produzione del pittore mostra opere sempre più criptiche, caratterizzate da un approccio ormai sempre più libero sulla tela, senza disegno preparatorio e con invenzioni abbozzate direttamente sulla tela col colore, dalle tonalità fiammeggianti. L'impasto delle ultime tele di Giorgione, tra cui il contestato Cristo portacroce, il Concerto, il Cantore e il Suonatore di flauto, venne descritto dal grande storico dell'arte Roberto Longhi come "un misterioso tessuto" che fonde le carni dei protagonisti con gli oggetti della composizione.

### Morte
Giorgione morì a Venezia nell'autunno del 1510, durante un'epidemia di peste. Un documento rinvenuto di recente, pur non riportando la precisa data del decesso, ne attesta il luogo: l'isola del Lazzaretto Nuovo, dove erano messi in quarantena quanti colpiti dalla malattia, o ritenuti tali, e depositate le merci contaminate. Diverse fonti parlano invece esplicitamente dell'isola di Poveglia.
Secondo Vasari, Giorgione era stato contagiato dalla sua amante, morta nel 1511, ma questa dev'essere un'inesattezza poiché già nel 1510 una lettera inviata alla marchesa di Mantova Isabella d'Este, da parte del suo agente Taddeo Albano a Venezia, ricordava il pittore come da poco spirato; la marchesa avrebbe voluto infatti commissionargli un'opera per il suo studiolo, ma dovette "ripiegare" su Lorenzo Costa.

## Giorgione e i maggiori allievi

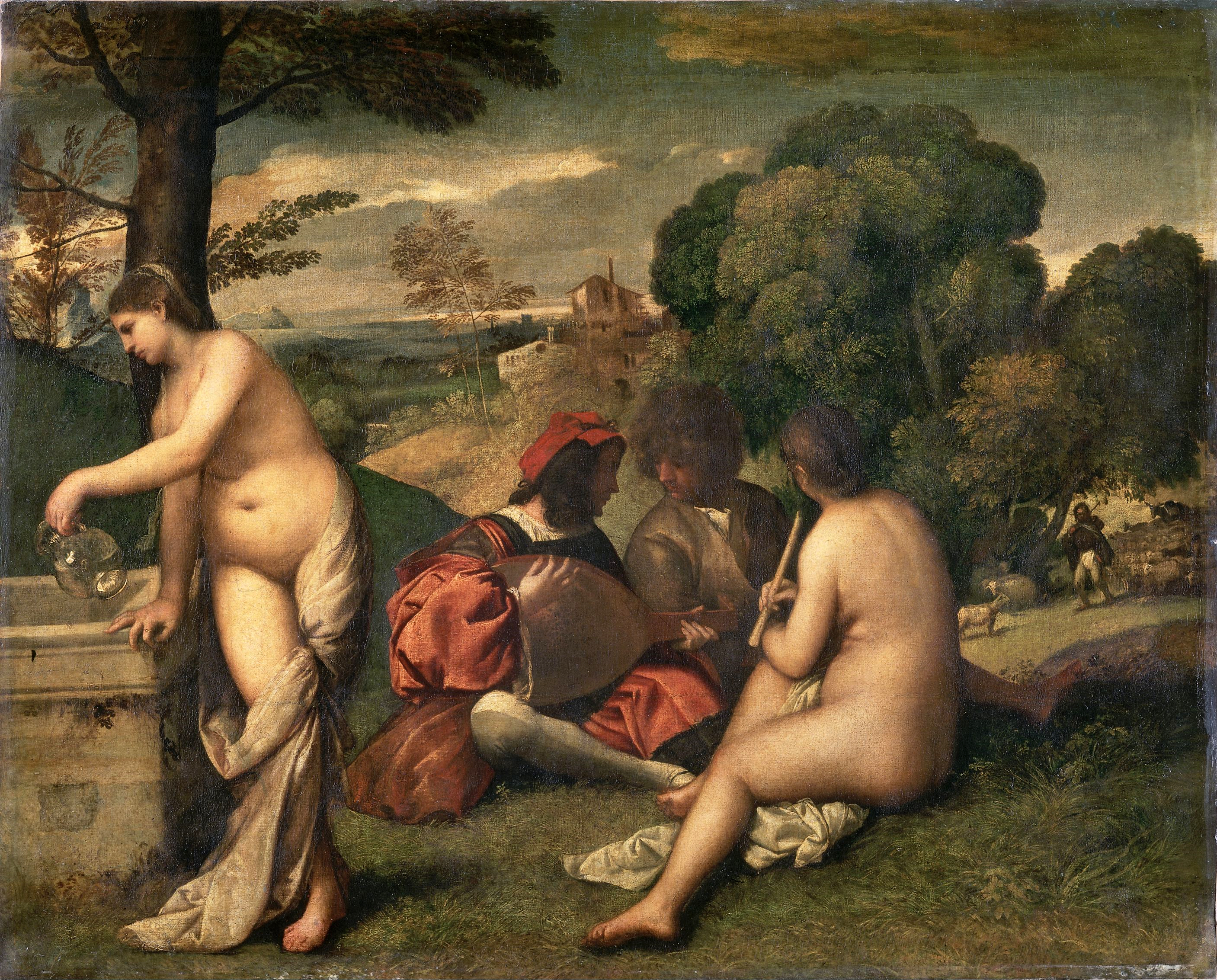
Giorgione o Tiziano, Concerto campestre

Secondo le parole di Vasari, la precoce scomparsa di Giorgione fu in parte resa meno amara dall'aver lasciato due eccezionali "creati", quali Tiziano e Sebastiano del Piombo.
Il primo iniziò la sua collaborazione con Giorgione all'epoca degli affreschi del Fondaco dei Tedeschi, verso il 1508, ed il suo primo stile si avvicinava talmente a quello del maestro che dopo la sua morte venne affidato a Tiziano il completamento delle opere incompiute e un esatto confine attributivo tra l'uno e l'altro è oggi una delle questioni più dibattute dell'arte veneta del XVI secolo.
I due, che condivisero anche la committenza elitaria, i soggetti, le tematiche, le pose e i tagli compositivi, si differenziano per una maggiore audacia nell'opera del giovane Tiziano, con piani di colore più intensi e un contrasto tra luce e ombra più deciso. Nei ritratti Tiziano si ispirò sì al maestro, ma ingrandì la scala delle figure e amplificò il senso di vitale partecipazione, in contrasto con la sognante contemplazione giorgionesca. Tra le opere di attribuzione contesa tra i due il Concerto campestre del Louvre e il Gentiluomo con un libro della National Gallery di Washington.
Anche Sebastiano del Piombo completò alcune delle opere lasciate incompiute dal maestro, come i Tre filosofi. Da Giorgione fra' Sebastiano mutuò le composizioni delle opere, ma fin quasi dall'inizio si distinse per una plasticità più robusta, che si manifestò poi appieno nelle sue opere mature, legata però sempre a un "modo di colorire assai morbido". Tra le opere contese tra i due la Sacra conversazione delle Gallerie dell'Accademia di Venezia.

## Giorgionismo
A differenza di altri suoi colleghi, non aveva una vera e propria bottega, dove istruire gli apprendisti affidando loro le parti più meccaniche dell'esecuzione dei dipinti. Questo, forse, era dovuto alla sua particolare committenza, che gli chiedeva prevalentemente opere di piccolo formato e di grande qualità.
Nonostante ciò, il suo stile ebbe un'immediata risonanza, che gli garantì una veloce diffusione nell'area veneta, anche senza un gruppo di collaboratori diretti a lavorare al suo seguito, come avvenne ad esempio con Raffaello. Aderirono al suo gusto una schiera di pittori anonimi e alcuni pittori che in seguito ebbero una sfolgorante carriera.
I "giorgioneschi" caratterizzarono le loro opere col colore che ricrea effetti atmosferici e tonali, con iconografie derivate dalle sue opere, soprattutto di piccolo e medio formato per il collezionismo privato. Tra i temi giorgioneschi ebbero particolare fortuna il ritratto, individuale o di gruppo, con un approfondito interesse psicologico, e il paesaggio, che, sebbene non fosse ancora considerato degno di un genere indipendente, acquisiva ormai un risalto fondamentale, in sintonia con le figure umane.
Lo stesso Giovanni Bellini, il maggiore maestro attivo a Venezia in quel periodo, rielaborò stimoli giorgioneschi nella sua ultima produzione. Tra i più importanti maestri che ne subirono l'influenza, soprattutto in fase formativa, oltre a quelli già citati, ci furono Dosso Dossi, Gian Girolamo Savoldo, Girolamo Romanino, Giovanni Cariani, il Pordenone e Paris Bordon.

## Fortuna critica

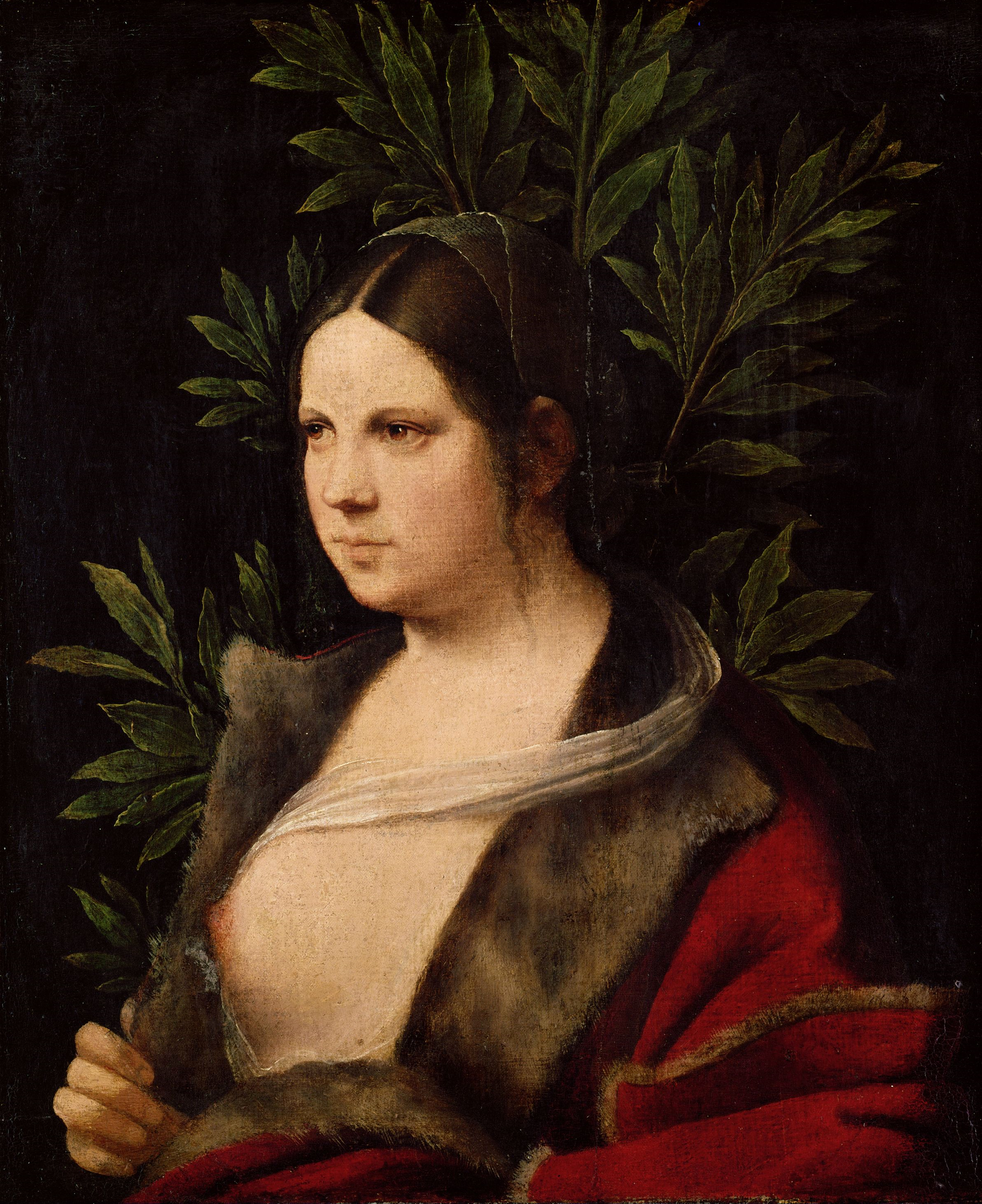
Laura (1506)

Le poche notizie note su Giorgione provengono dalle Notizie dei pittori redatte tra il 1525 e il 1543 da Marcantonio Michiel, ma pubblicate solo nel 1800, e dalle Vite del Vasari. Il Michiel aveva una predilezione per Giorgione tra gli artisti veneziani, così come ne tessé le lodi Pietro Aretino, grande estimatore del colorismo. Vasari invece era di orientamento opposto, appassionato promotore del "primato del disegno" fiorentino, però riconobbe a Giorgione il ruolo di maestro tra gli artefici della "Maniera moderna", fornendo importanti notizie sul suo conto, sebbene a volte contraddittorie.
Anche nel Dialogo sulla pittura (1548) di Paolo Pino Giorgione è menzionato tra i massimi pittori della sua epoca, all'interno di un tentativo di mediazione tra scuola toscana e scuola veneta. Pure Baldassarre Castiglione, nel Cortegiano, elogiò Giorgione tra i pittori "eccellentissimi" della sua epoca, assieme a Leonardo, Michelangelo, Andrea Mantegna e Raffaello.
Nel XVII secolo le opere di Giorgione vennero riprodotte e imitate da Pietro Vecchia, che spesso tramandò le forme di lavori poi perduti. Tra i grandi estimatori della sua arte ci fu soprattutto l'arciduca Leopoldo Guglielmo d'Austria, che arrivò a collezionare ben tredici sue opere, oggi in larga parte al Kunsthistorisches Museum di Vienna.
Nel XVIII secolo, quando Anton Maria Zanetti riproduceva con incisioni gli affreschi del Fondaco dei Tedeschi, studiosi e letterati prediligevano nell'arte del pittore di Castelfranco il lato pastorale, così in sintonia coi temi arcadici dell'epoca. Aspetti del genere vennero approfonditi anche nel XIX secolo, quando si pose l'accento soprattutto sui contenuti emozionali delle sue opere.

## Opere

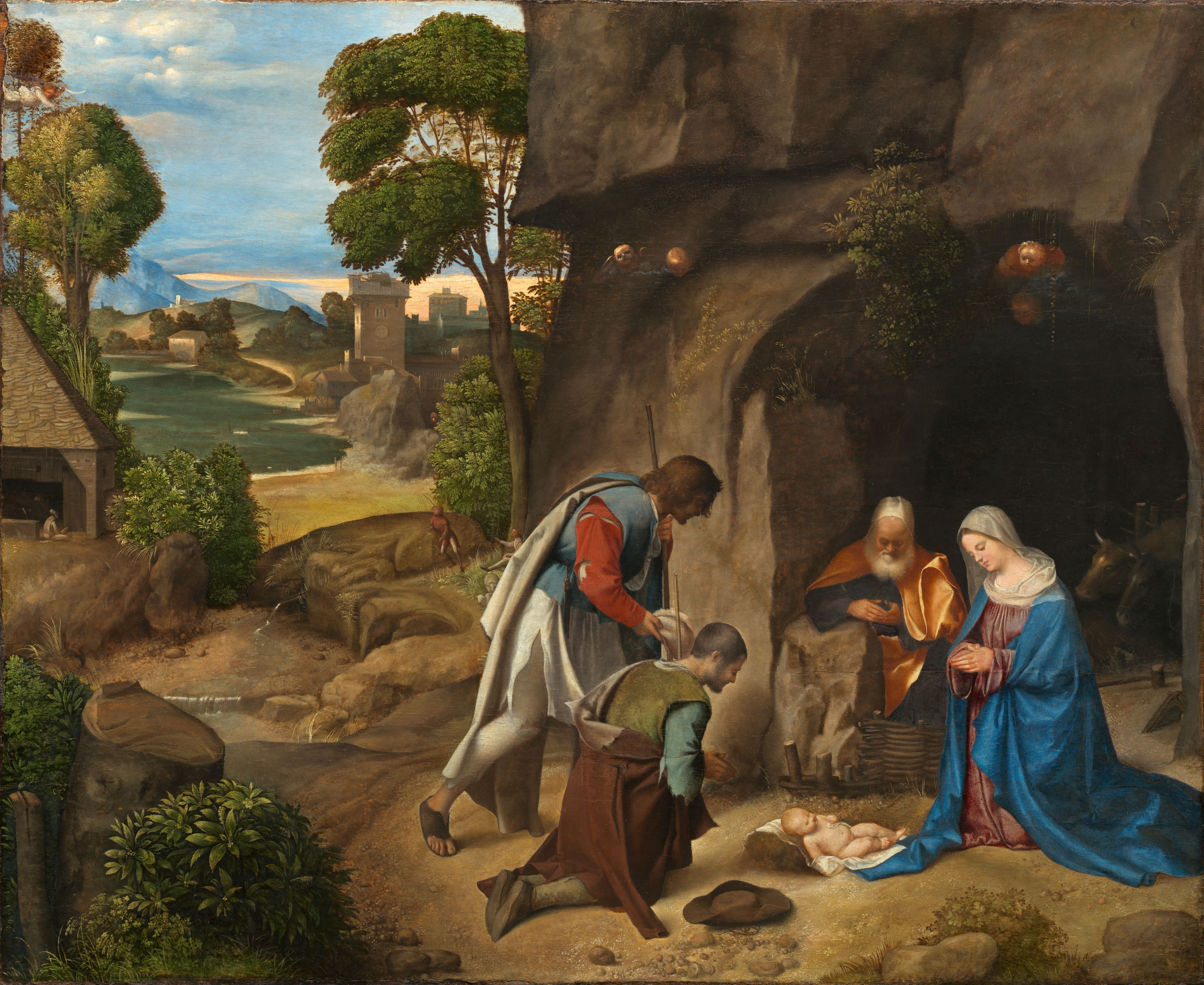
Adorazione dei pastori Allendale

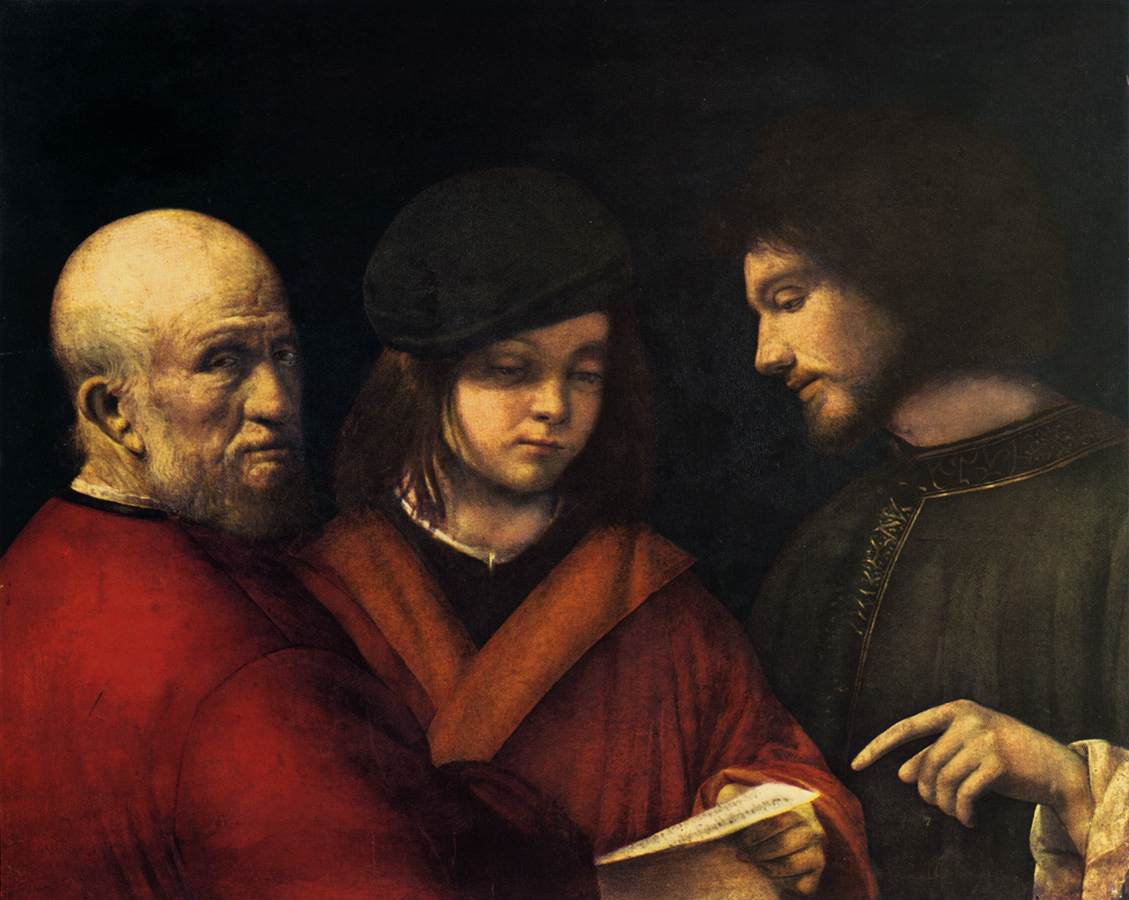
Tre età dell'uomo

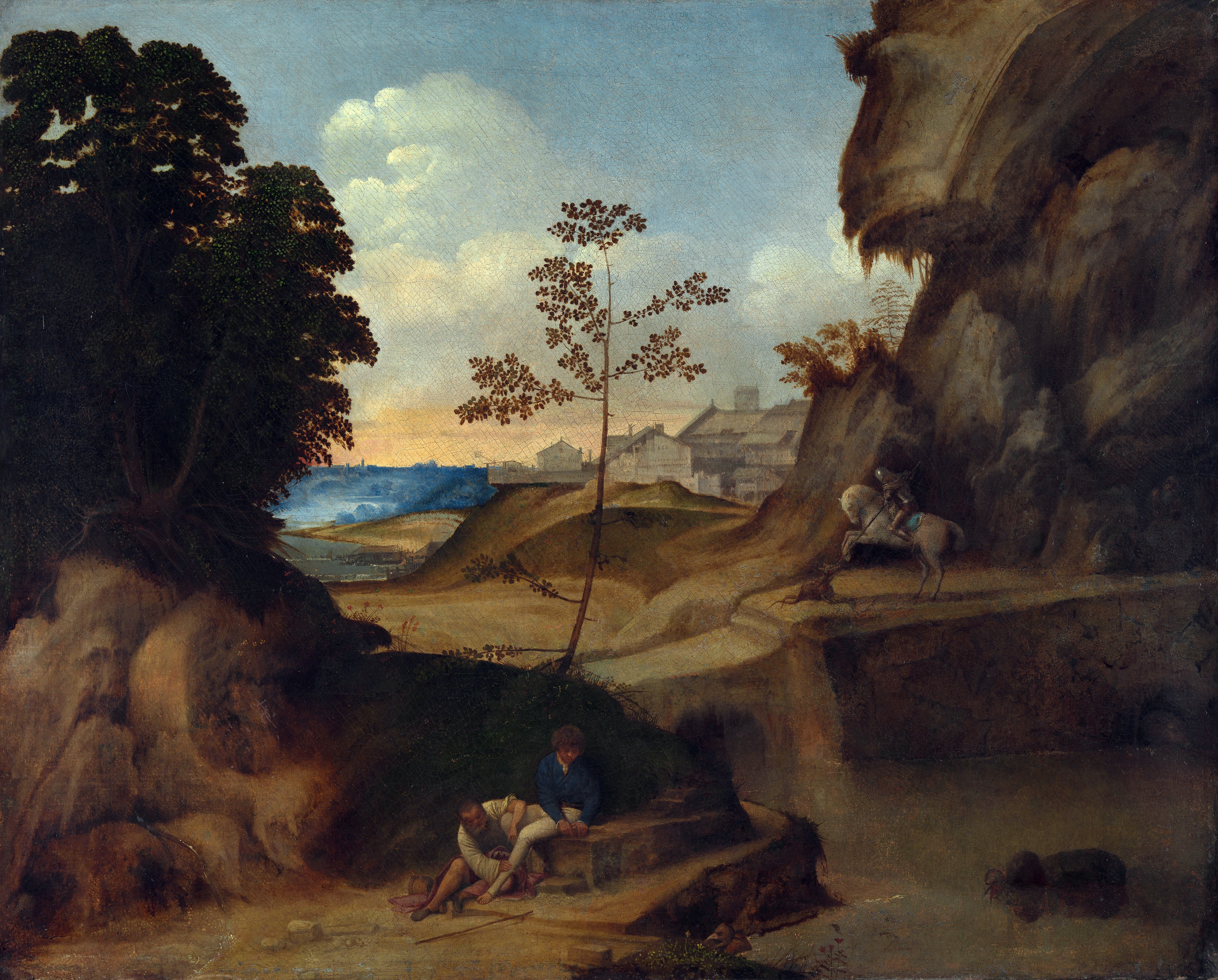
Tramonto

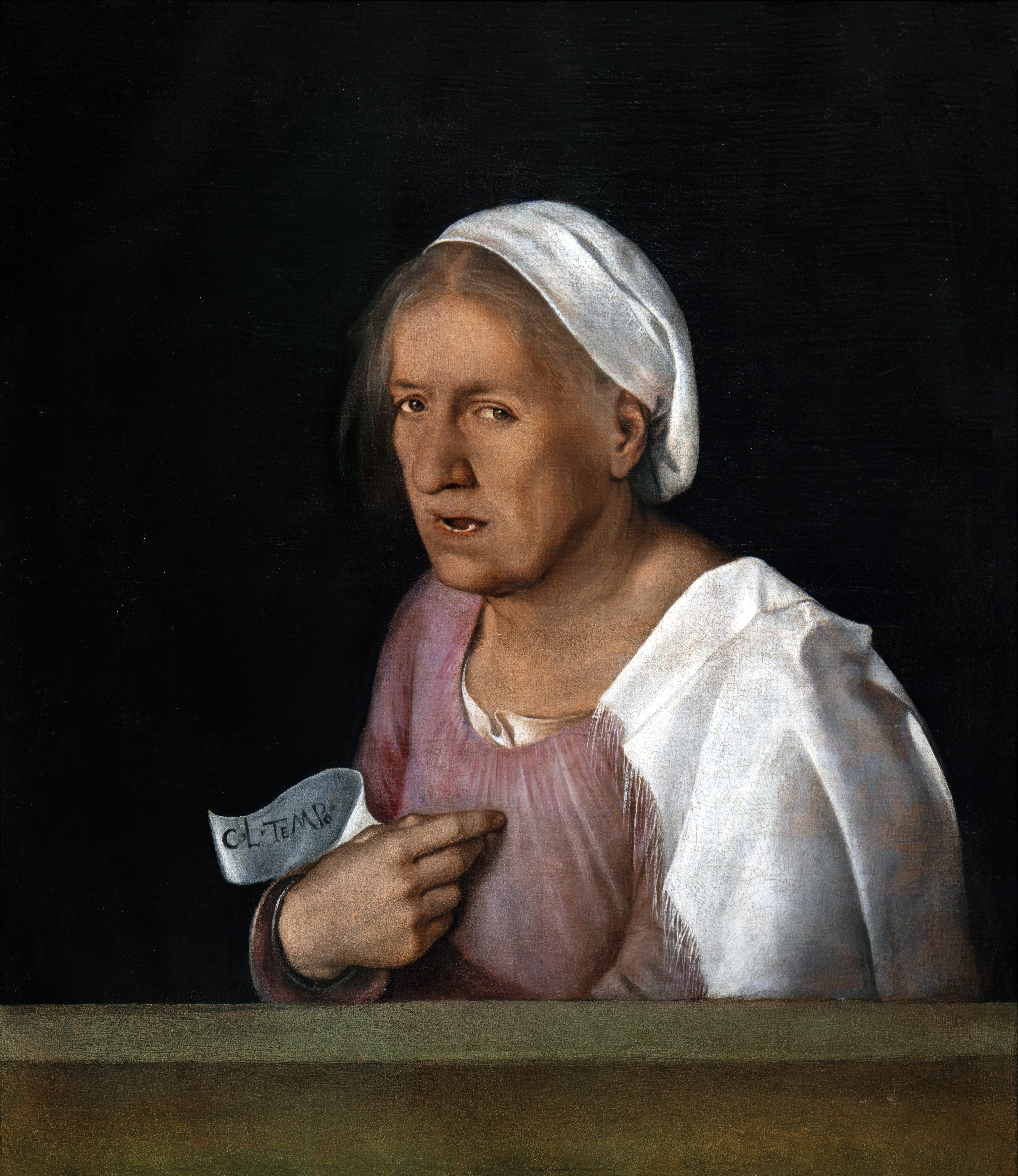
Ritratto di vecchia

Le scarse testimonianze sulla sua vita e la mancanza di autografi rendono difficile anche l'attribuzione delle sue opere, a tutt'oggi in discussione. Soltanto una dozzina di opere possono essergli attribuite con assoluta certezza.
- Fregio delle arti liberali e meccaniche, 1496-1500 circa, affresco, 77 × 1588 cm, Castelfranco Veneto, Museo casa Giorgione (attribuzione incerta)
- Sacra conversazione, 1496-1500 circa, olio su tavola, 51 × 81 cm, Venezia, Gallerie dell'Accademia (attribuzione incerta)
- Madonna col Bambino in un paesaggio, 1498-1500 circa, olio su tela, 44 × 36,5 cm, San Pietroburgo, Ermitage (attribuzione incerta)
- Sacra Famiglia Benson, 1500 circa, olio su tavola, 37,3 × 45,5 cm, Washington, National Gallery (attribuzione pressoché certa)
- Adorazione dei pastori, 1500 circa, olio su tavola, 91 × 115 cm, Vienna, Kunsthistorisches Museum (attribuzione incerta)
- Ritratto di giovane, 1500 circa, olio su tela, 73 × 54 cm, Budapest, Szépmûvészeti Múzeum (attribuzione incerta, forse copia da Giorgione)
- Ragazzo con la freccia, 1500 circa, olio su tavola di pioppo, 48 × 42 cm, Vienna, Kunsthistorisches Museum (attribuzione incerta)
- Tre età dell'uomo, olio su tela, 62 × 78 cm, 1500-1502, Firenze, Galleria Palatina (attribuzione pressoché certa)
- Ritratto di arciere, 1500-1502 circa, olio su tela, 53,5 × 41,5 cm, Edimburgo, National Gallery of Scotland (attribuzione incerta)
- Adorazione dei pastori Allendale, 1500-1505 circa, olio su tavola, 91 × 111 cm, Washington, National Gallery (attribuzione pressoché certa)
- Pala di Castelfranco, 1502 circa, tempera su tavola, 200 × 152 cm, Castelfranco Veneto, Duomo (attribuzione certa)
- Doppio ritratto, 1502 circa, olio su tela, 80 × 67,5 cm, Roma, Museo Nazionale di Palazzo Venezia (attribuzione incerta)
- Ritratto di Francesco Maria Della Rovere, 1502 circa, olio su tavola, 73 × 64 cm, Vienna, Kunsthistorisches Museum (attribuzione incerta)
- Prova di Mosè, 1502-1505 circa, olio su tavola, 89 × 72 cm, Firenze, Galleria degli Uffizi (attribuzione pressoché certa)
- Giudizio di Salomone, 1502-1505 circa, olio su tavola, 89 × 72 cm, Firenze, Galleria degli Uffizi (attribuzione pressoché certa)
- Ritratto di guerriero con scudiero, 1502-1510 circa, olio su tela, 90 × 73 cm, Firenze, Galleria degli Uffizi (attribuzione incerta)
- Ritratto Giustiniani, 1503-1504 circa, olio su tela, 58 × 46 cm, Berlino, Gemäldegalerie (attribuzione pressoché certa)
- Tempesta, 1503-1504 circa, olio su tela, 82 × 73 cm, Venezia, Gallerie dell'Accademia (attribuzione certa)
- Giuditta con la testa di Oloferne, 1504 circa, olio su tavola, 144 × 66,5 cm, San Pietroburgo, Ermitage (attribuzione certa)
- Tre filosofi, 1504-1505 circa, olio su tela, 123,5 × 144,5 cm, Vienna, Kunsthistorisches Museum (attribuzione certa, con aiuti)
- Madonna leggente, 1505 circa, olio su tela, 76 × 60 cm, Oxford, Ashmolean Museum (attribuzione pressoché certa)
- Adorazione dei Magi, 1505 circa, olio su tavola, 29 × 81 cm, Londra, National Gallery (attribuzione incerta)
- Omaggio a un poeta, 1505 circa, olio su tavola, 59,7 × 48,9 cm, Londra, National Gallery (attribuzione incerta)
- Giovanni Borgherini col maestro-astrologo, 1505 circa, olio su tela, 47 × 60,7 cm, Washington, National Gallery (attribuzione incerta)
- Tramonto, 1505-1508 circa, olio su tela, 73,3 × 91,5 cm, Londra, National Gallery (attribuzione incerta, con ridipinture)
- Ritratto d'uomo in armi, 1505-1510 circa, olio su tela, 72 × 56,5 cm, Vienna, Kunsthistorisches Museum (attribuzione incerta)
- Laura, 1506, olio su tela, 41 × 33,6 cm, Vienna, Kunsthistorisches Museum (attribuzione certa, firmata)
- Ritratto di vecchia, 1506 circa, olio su tela, 68 × 59 cm, Venezia, Gallerie dell'Accademia (attribuzione certa)
- Venere dormiente, 1507-1510 circa, olio su tela, 108 × 175 cm, Dresda, Gemäldegalerie (attribuzione certa, con ridipinture di Tiziano nel 1511-1512)
- Nuda, 1508 circa, affresco staccato dal Fondaco dei Tedeschi, 250 × 140 cm, Venezia, Gallerie dell'Accademia (attribuzione certa)
- Sansone deriso (Concerto), 1508 circa, olio su tela, 86 × 70 cm, Milano, collezione Mattioli (attribuzione incerta)
- Cristo portacroce, 1508-1509 circa, olio su tela, 71 × 91 cm, Venezia, Scuola Grande di San Rocco (attribuzione incerta)
- Cantore appassionato, 1508-1510 circa, olio su tela, 102 × 78 cm, Roma, Galleria Borghese (attribuzione incerta)
- Suonatore di flauto, 1508-1510 circa, olio su tela, 102 × 78 cm, Roma, Galleria Borghese (attribuzione incerta)
- Ritratto d'uomo Terris, 1508-1510 circa, San Diego, San Diego Museum of Art (attribuzione pressoché certa)
- Garzone con flauto, 1508-1510 circa, olio su tavola, 61 × 51 cm, Londra, Hampton Court, collezione reale inglese (attribuzione incerta)
- Autoritratto come David, 1509-1510 circa, olio su tavola, 52 × 43 cm, Braunschweig, Herzog Anton Ulrich Museum (attribuzione incerta)
- Autoritratto, olio su carta riportata su tavola, 31 × 28 cm, 1510 circa, Budapest, Museo di belle arti (attribuzione incerta)
- Ritratto di antiquario, 1509-1510 circa, olio su tela, 75 × 66 cm, Londra, collezione Lansdowne (attribuzione incerta)
- Trio di Detroit, 1509-1510 circa, olio su tela, 84 × 69 cm, Detroit, Institute of Arts (attribuzione incerta, con aiuti)
- Cristo morto sorretto da un angelo, 1509-1510 circa, olio su tela, 76 × 63 cm, New York, collezione privata (attribuzione incerta)
- Concerto campestre, 1510 circa, olio su tela, 110 × 138 cm, Parigi, Museo del Louvre (attribuzione incerta, contesa con Tiziano)
- Gentiluomo con un libro, 1510 circa, olio su tela, 76,2 × 63,5 cm, Washington, National Gallery of Art (attribuzione incerta, contesa con Tiziano)
- Apollo e Dafne, 1510 circa, olio su tavola, 64 × 130 cm, Venezia, Pinacoteca Manfrediana (attribuzione incerta)

### Attribuzioni dubbie, opere di bottega o di seguaci
- Idillio campestre, 1500 circa, olio su tavola, 12 × 19 cm, Padova, Musei civici agli Eremitani
- Leda e il cigno, 1500 circa, olio su tavola, 12 × 19 cm, Padova, Musei civici agli Eremitani
- Astrologo (Orfeo e il Tempo), 1500 circa, olio su tavola, 12 × 19 cm, Washington, Phillips Collection
- Paesetto con figure, 1500 circa, olio su tavola, 12 × 19 cm, Washington, National Gallery of Art
- Elia nel deserto, 1501-1502 circa, sanguigna su carta, 20,3 × 29 cm, Rotterdam, Museo Boijmans Van Beuningen
- Madonna col Bambino tra due santi, 1508-1510 circa, 92 × 133 cm, Madrid, Prado
- Cavaliere di Malta, 80 × 64 cm, Firenze, Uffizi (attribuito a Tiziano)
- Concerto, 108 × 122 cm, Firenze, Galleria Palatina
- Cristo e l'adultera, 137 × 180 cm, Glasgow, Corporation Galleries
- Concerto, 76 × 99 cm, Hampton Court, collezioni reali inglesi
- David e Giuditta, affresco, 100 × 162 cm, Montagnana, Duomo (del Marescalco, già riferito a Giorgione)